# 高釴
高釴（8世纪—834年），字翘之，唐朝官员。祖父宋州宁陵县令高郑宾，父亲摄监察御史高去疾。
高釴元和初年进士及第，通过了书判考试，补秘书省校书郎，官至右补阙，充史馆修撰。元和十四年（819年），上疏请不要用宦官为京西北和籴使。元和十五年（820年），转任起居郎，依旧充史馆修撰。
高釴孤贞不结党，能多次陈述时政得失。长庆元年（821年），唐穆宗在思政殿当面赐绯袍，命他以本官充翰林学士。长庆二年（822年），转任兵部员外郎，依旧充翰林学士。长庆四年（824年）四月，宫中有张韶之变，唐敬宗来到左军。当夜，高釴跟随唐敬宗住在左军。第二日事平，赏赐高釴锦彩七十匹，转任户部郎中、知制诰。十二月，正拜中书舍人，依然充翰林学士。在思政殿谢恩时，劝谏敬宗，以求治不如亲自处理，以示皇帝忧勤。敬宗又赐他锦彩五十匹。
宝历二年（826年）三月，罢学士，守中书舍人的本官。太和三年（829年）七月，担任刑部侍郎。太和四年（830年）冬，转任吏部侍郎。管理科举。太和七年（833年），出为同州刺史、兼御史中丞。太和八年（834年）六月卒，赠兵部尚书，遗命薄葬。高釴年轻时孤贫，廉洁力行，与弟高铢、高锴都检静而事业有成，官位崇高，居家友睦，被士大夫所推重。

## 延伸阅读
[在维基数据编辑]
 在维基文库阅读此作者作品
 《舊唐書·卷168》，出自刘昫《舊唐書》
 《新唐書/卷177》，出自《新唐書》